# Tsuguoki Fujinuma
Tsuguoki (Aki) Fujinuma ist ein japanischer Wirtschaftswissenschaftler und Wirtschaftsprüfer.

## Leben
Er studierte bis 1968 Wirtschaftswissenschaften an der Chūō-Universität in Tokio. Er war Chairman und Präsident des Japanese Institute of Certified Public Accountants. Von 1998 bis 2000 war er stellvertretender Präsident und von 2000 bis 2002 war er Präsident der International Federation of Accountants (IFAC). Darüber hinaus war er im Gründungskomitee des International Accounting Standards Committee. Bis 2007 war er zudem Partner bei Ernst & Young ShinNihon und Mitglied im Aufsichtsrat bei Showa Ota. Seit 2007 ist er im Vorstand der Tokioter Börse. Im Jahr 2008 wurde er Professor an der Chūō-Universität in Tokio.